# Fred Trump
Fred Trump, właśc. Frederick Christ Trump (ur. 11 października 1905 w Nowym Jorku, zm. 25 czerwca 1999 w New Hyde Park) – amerykański przedsiębiorca i filantrop pochodzenia niemieckiego. Ojciec Donalda Trumpa, 45. i 47. prezydenta Stanów Zjednoczonych. Firma Freda Trumpa zbudowała ponad 27 000 mieszkań, a jego majątek szacowano na 250-300 milionów dolarów.

## Życiorys
Urodził się 11 października 1905 na Bronksie w Nowym Jorku jako trzecie spośród trojga dzieci niemieckich imigrantów, Fredericka Trumpa (1869–1918) i Elizabeth Christ Trump (1880–1966).
Zmarł 25 czerwca 1999 w New Hyde Park w stanie Nowy Jork w wieku 93 lat z powodu zapalenia płuc. Został pochowany na cmentarzu Lutheran All Faiths Cemetery w Queens.